# Viktor Klima
Viktor Klima (ur. 4 czerwca 1947 w Schwechat) – austriacki polityk i przedsiębiorca, parlamentarzysta i minister, w latach 1997–2000 kanclerz federalny Austrii oraz przewodniczący Socjaldemokratycznej Partii Austrii (SPÖ).

## Życiorys
Urodził się w Schwechat w rodzinie o tradycjach socjaldemokratycznych. W młodości działał w młodzieżówce Socjalistycznej Partii Austrii. Kształcił się na Uniwersytecie Technicznym w Wiedniu oraz na Uniwersytecie Wiedeńskim. Magisterium uzyskał w 1981. W 1969 podjął pracę w przedsiębiorstwie państwowym OMV. Stopniowo awansował w jego strukturach, w 1990 wchodząc w skład jego zarządu.
W kwietniu 1992 kanclerz Franz Vranitzky powierzył mu stanowisko ministra gospodarki i transportu. Funkcję tę pełnił do marca 1996. Od stycznia 1996 był również pełniącym obowiązki ministra finansów. Stał na czele tego resortu jako minister w kolejnym rządzie (od marca 1996 do stycznia 1997). Okresowo zasiadał również w Radzie Narodowej (1994, 1996, 1999–2000). W 1997 Franz Vranitzky zrezygnował z dalszej aktywności politycznej. Viktor Klima został wówczas nowym przewodniczącym socjaldemokratów, 28 stycznia 1997 objął urząd kanclerza, a jego gabinet rozpoczął urzędowanie. Stanowisko to zajmował do 4 lutego 2000, kiedy po wyborach w 1999 SPÖ po raz pierwszy od 30 lat znalazła się w opozycji. Zrezygnował w 2000 z kierowania partią, wycofując się z działalności politycznej.
W tym samym roku dołączył do kierownictwa Volkswagena. Został m.in. pełnomocnikiem koncernu na Amerykę Południową.
Trzykrotnie żonaty: po raz drugi z Sonją Holzinger-Klimą (1995), po raz trzeci z Claudią Hanisch-Klimą (2006), z którą ma troje dzieci. Ma również córkę i syna z pierwszego małżeństwa.